# Rudolf von Gutmann
Rudolf Ritter von Gutmann (* 21. Mai 1880 in Wien; † 9. Juli 1966 in Victoria, Kanada) war ein österreichisch-kanadischer Unternehmer, Bankier und Kunstsammler.

## Leben
Rudolf von Gutmann war ein bedeutender Kunst- und Büchersammler. Beim Tod seines Vaters, Wilhelm von Gutmann (1826–1895) aus Leipnik in Mähren, war er erst 15 Jahre alt. Daher wurde sein Halbbruder, Max von Gutmann (1857–1930), als sein Vormund eingesetzt. Neben Anteilen an dem Unternehmen Gebrüder Gutmann und einem Teil des väterlichen Grundbesitzes erbte Rudolf von Gutmann auch das Palais Gutmann.
Während seines (nicht abgeschlossenen) Studiums an der Universität Wien trat er 1898 in die Studentenverbindung "Fidelitas"-Wien, später Burschenschaft im Burschenbunds-Convent, ein. Nach Erreichen der Volljährigkeit konnte er über sein Vermögen verfügen und erwarb 1904 das Gut Kalwang. Dort ließ er unter anderem eine große Villa als Jagdschloss und eine kleinere Villa als Gästehaus errichten. Mit seinem Halbbruder Max besaß Rudolf von Gutmann nun um die 50.000 ha Land. 1909–1910 kaufte er die bedeutende Kunstsammlung von Adalbert Lanna und baute sie mit großem Einsatz weiter aus. Rudolf von Gutmann war persönlich haftender Gesellschafter und Geschäftsführer des 1922 gegründeten Bankhauses Gebrüder Gutmann. Die gute Vernetzung von Rudolf Gutmann zeigt sich etwa daran, dass er an der Übernahme des Bankhauses Ephrussi & Co. durch die Disconto-Gesellschaft, eine Berliner Großbank, beteiligt war, und nicht nur den Bankier Alexander Weiner für die Leitung des Bankhauses Ephrussi empfahl, sondern sich auch selbst daran beteiligte. Das Bankhaus Gutmann war nach dem Bankhaus Schoeller & Co. auch jenes mit den meisten Mandaten in Aufsichtsräten von Industrieaktiengesellschaften. Dementsprechend saß Rudolf Gutmann auch im Aufsichtsrat der Creditanstalt (CA). Nebenbei war er auch Mitglied zahlreicher Vereine, seit 1902 etwa im Österreichischen Automobilklub, bis 1918 in der k.k. Orient- u Überseegesellschaft in Wien, er war ein "Gründer" der Wiener Reitervereinigung, Mitglied der Gesellschaft Österreichischer Volkswirte, "Stifter", d. h. Mäzen der Museumsfreunde, der Geologischen und der Geographischen Gesellschaft und Mitglied im Verein zur Verbreitung naturwissenschaftlicher Kenntnisse.
Am 13. März 1938 flüchtete er in die Tschechoslowakei, und von dort aus gelangte er mit seiner Frau über die Schweiz nach Kanada. Am 14. September 1938 wurde das gesamte Vermögen des Unternehmens Gebrüder Gutmann unter treuhändische Verwaltung durch die Gesellschaft zur Verwaltung und Verwahrung von Vermögenschaften mbH gestellt. Die zum Unternehmen gehörenden Witkowitzer Eisenwerke wurden in die Hermann-Göring-Werke eingegliedert und Rudolf von Gutmanns Kunstsammlung konfisziert. Um 1947 wurden zwar Teile der Sammlung restituiert, aber Teile der Grafischen Sammlung (41 Rembrandt-Radierungen) sind seit Ende des Zweiten Weltkriegs verschollen.

## Familie
Rudolf von Gutmann war ein Sohn von Wilhelm von Gutmann und ein Halbbruder von Max von Gutmann. 1930 heiratete er Marianne geb. Ferstel (1898–1986), eine Enkelin des Architekten Heinrich Freiherr von Ferstel. Aus einer früheren Beziehung mit der Schauspielschülerin Eleonore Weymann hatte Rudolf von Gutmann bereits zwei Töchter.